# Stanisław Rychłowski (architekt)
Stanisław Bolesław Rychłowski (ur. 5 maja 1909 w Warszawie, zm. 23 kwietnia 1981 tamże) – polski architekt i urbanista.

## Życiorys
Urodził się w rodzinie Bolesława Sylforiana Rychłowskiego h. Jastrzębiec (1865–1941), hydrogeologa, przedsiębiorcy, i Stanisławy z Furs-Bielickich (1880–1954). Miał siostrę Emilię (ur. 1907). Ukończył w 1936 studia na Wydziale Architektury Politechniki Warszawskiej.
Walczył w powstaniu warszawskim w stopniu podporucznika, używając pseudonimu Rychter.
Projektował budynki w stylu socrealizmu. Pracując w jednej pracowni ze Stanisławem Bieńkuńskim współtworzył projekty budynków Państwowej Komisji Planowania Gospodarczego (1948), Ministerstwa Finansów (1956) i Mercure Grand Hotelu (1954–1959). Należał do zespołu architektów opracowujących koncepcję nowej zabudowy ulicy Kruczej w Warszawie (wzdłuż tej ulicy ulokowano po 1950 gmachy ministerstw i organizacji rządowych). W latach 1951–1953 był członkiem ZO SARP.
Od 1940 był mężem Anny ze Stankiewiczów (1911–1988), z którą miał syna Michała (1942–1994) i córkę Annę po mężu Kozłowską (ur. 1948).
Zmarł w Warszawie, pochowany na cmentarzu Powązkowskim (kwatera 76-6-21,22).

## Ordery i odznaczenia
- Krzyż Oficerski Orderu Odrodzenia Polski (19 lipca 1955)[1]
- Medal 10-lecia Polski Ludowej (15 marca 1955)[7]

## Nagrody
- Państwowa Nagroda Artystyczna II stopnia (ze Stanisławem Bieńkuńskim) w dziale architektury za kompleks gmachów PKPG (1950)[8]
- Nagroda I stopnia Komitetu do Spraw Urbanistyki i Architektury za plan generalny m. Warszawy (1956)[3]